# Loweia striata
Loweia striata är en fjärilsart som beskrevs av Ksienschopolski 1912. Loweia striata ingår i släktet Loweia och familjen juvelvingar. Inga underarter finns listade i Catalogue of Life.